# Relación riesgo-beneficio (Farmacología)
Aunque la expresión "relación riesgo-beneficio" resulta práctica y se emplea a menudo en un paciente determinado, no existen predicciones numéricas del beneficio o del riesgo y nunca se realiza la división matemática (para obtener la relación). Resulta más adecuado hacer referencia al análisis del beneficio y del riesgo. 
En cada tentativa terapéutica hay que contraponer los riesgos potenciales a los beneficios para el paciente, considerando los efectos cualitativos y cuantitativos de utilizar un fármaco y el resultado a esperar si no se administra. El tratamiento farmacológico sólo está justificado si los posibles beneficios superan los riesgos potenciales. Esta decisión depende de un adecuado conocimiento clínico del paciente, de la enfermedad y de su historia natural y del fármaco y sus posibles efectos adversos. 

## Importancia biomédica
Cualquier medicamento, independientemente de la insignificancia de sus acciones terapéuticas, puede tener efectos nocivos. Los efectos adversos constituyen uno de los precios del tratamiento médico moderno. Si bien la orden de la Food and Drug Administration (FDA) es cerciorarse de que los fármacos sean seguros y efectivos, estos términos son relativos. Los beneficios anticipados de cualquier decisión terapéutica deben sopesarse contra sus riesgos potenciales.
Muchos factores deben tenerse en cuenta en el análisis del beneficio y del riesgo para un paciente determinado. Cada paciente reacciona de forma diferente a los fármacos y sustancias químicas. Entre los factores relacionados con el paciente están la edad, el sexo, el embarazo o la edad fértil, la ocupación, las circunstancias sociales y los rasgos genéticos. 

## Factores humanos
Cualquier factor solo o en combinación puede modificar la magnitud de los riesgos y de los beneficios a través de la influencia sobre el curso y la gravedad de la enfermedad o de la respuesta a la medicación. Por ejemplo, pacientes muy jóvenes o muy mayores con neumonía que requieren un tratamiento agresivo tienen un peor pronóstico; la sensibilidad del feto a fármacos que pueden ser relativamente seguros en una mujer no embarazada, y la exposición industrial a organofosforados o el déficit genético de colinesterasa que suponen un aumento de la sensibilidad a los relajantes musculares despolarizantes. Un paciente de 60 años con aterosclerosis, flujo cerebral deficiente y una presión arterial (PA) de 200/120 mm Hg necesita un tratamiento antihipertensivo distinto del requerido por un paciente joven con la misma PA, ya que precisa un efecto terapéutico adicional: restaurar el flujo sanguíneo cerebral en presencia de aterosclerosis. 

## Factores por enfermedad
Factores relacionados con la enfermedad como el curso, la duración, la mortalidad y la morbididad influyen sobre los beneficios y los riesgos del tratamiento. Tiene poco sentido tratar una enfermedad autolimitada que provoca escasa debilidad (como un herpes labial) con un fármaco sistémico potente (p. ej., vidarabina); por el contrario, este fármaco puede estar justificado en el caso de una encefalopatía herpética que, de otra forma, suele ser mortal. Los quimioterápicos son potentes y generalmente producen efectos colaterales debilitantes; sin embargo, tales fármacos son necesarios en muchas ocasiones para el tratamiento de neoplasias u otras enfermedades graves.

## Factores farmacológicos
Entre los factores farmacológicos se incluyen la frecuencia, la gravedad y la predicibilidad de las reacciones adversas; la relación entre éstas y la dosis, los medios que permiten prevenirlas o tratarlas y la disponibilidad de tratamientos alternativos. Por ejemplo, la anafilaxia por penicilina es rara, pero potencialmente mortal, y algunas veces se puede evitar por medio de una anamnesis farmacológica adecuada y realizando las pruebas cutáneas oportunas. Si aparece una anafilaxis y el médico está preparado para ello, es posible establecer un tratamiento apropiado. Por tanto, no se debería evitar la administración de penicilina en la faringitis estreptocócica por temor a una reacción anafiláctica. Por otro lado, la anemia aplásica debida al cloranfenicol también es mortal y relativamente rara, pero a menudo resulta irreversible y no es previsible. Por tanto, a pesar de que el cloranfenicol también es eficaz en el tratamiento de la faringitis por estreptococos, existen alternativas más seguras y no está justificado su uso, Sin embargo, en enfermedades graves como la meningitis por Haemophilus influenzae existen pocos fármacos alternativos y puede estar justificado administrar cloranfenicol. 
También se debe conocer la eficacia de un fármaco, incluyendo la previsión de una respuesta favorable, si el efecto es sintomático o curativo, la relación con la dosis y la duración del efecto beneficioso. La leucemia linfoide aguda (o linfoblástica) aguda en niños responde a una combinación agresiva de quimioterápicos, y está justificada. Sin embargo, se discute el empleo de quimioterapia agresiva en neoplasias como el carcinoma gástrico, puesto que la respuesta es mala y la quimioterapia puede aumentar la morbilidad. El uso racional de combinaciones de fármacos puede aumentar los beneficios y reducir los riesgos. Por ejemplo, en el tratamiento de la hipertensión, el uso de un diurético tiacídico con un bloqueador adrenérgico contrarresta la tendencia de éste de producir retención de fluidos debido a la hipotensión, y el uso de potasio con furosemida contrarresta la tendencia de la furosemida de producir excesiva pérdida de potasio e hipocalemia.